# Фабіан Варгас
Фабіан Варгас (ісп. Fabián Vargas, нар. 17 квітня 1980, Богота) — колумбійський футболіст, що грав на позиції півзахисника.
Виступав, зокрема, за клуби «Америка де Калі» та «Бока Хуніорс», а також національну збірну Колумбії.
Триразовий чемпіон Колумбії. Чотириразовий чемпіон Аргентини. Володар Міжконтинентального кубка. Триразовий переможець Рекопи Південної Америки. Клубний чемпіон світу. У складі збірної — володар Кубка Америки.

## Клубна кар'єра
Народився 17 квітня 1980 року в місті Богота. Вихованець футбольної школи клубу «Америка де Калі». Дорослу футбольну кар'єру розпочав 1998 року в основній команді того ж клубу, в якій провів чотири сезони, взявши участь у 153 матчах чемпіонату. Більшість часу, проведеного у складі «Америка де Калі», був основним гравцем команди.
Своєю грою за цю команду привернув увагу представників тренерського штабу клубу «Бока Хуніорс», до складу якого приєднався 2003 року. Відіграв за команду з Буенос-Айреса наступні три сезони своєї ігрової кар'єри. За цей час двічі виборював титул чемпіона Аргентини, ставав переможцем Рекопи Південної Америки.
Згодом з 2006 по 2016 рік грав у складі команд «Інтернасьйонал», «Бока Хуніорс», «Альмерія», АЕК, «Індепендьєнте», «Барселона» (Гуаякіль) та «Мільйонаріос». Протягом цих років додав до переліку своїх трофеїв ще один титул чемпіона Аргентини, знову ставав переможцем Рекопи Південної Америки, переможцем Рекопи Південної Америки.
Завершив ігрову кар'єру у команді «Ла Екідад», за яку виступав протягом 2016—2018 років.

## Виступи за збірну
У 2000 році дебютував в офіційних матчах у складі національної збірної Колумбії.
У складі збірної був учасником розіграшу Кубка Америки 2001 року у Колумбії, здобувши того року титул континентального чемпіона, розіграшу Кубка Америки 2007 року у Венесуелі.
Загалом протягом кар'єри в національній команді, яка тривала 18 років, провів у її формі 41 матч.

## Титули і досягнення
- Чемпіон Колумбії (3):

«Америка де Калі»: 2000, 2001, 2002
- Чемпіон Аргентини (4):

«Бока Хуніорс»: Apertura 2003, Apertura 2005, Clausura 2006, Apertura 2008
- Володар Міжконтинентального кубка (1):

«Бока Хуніорс»: 2003
- Переможець Рекопи Південної Америки (3):

«Бока Хуніорс»: 2005, 2008
«Інтернасьйонал»: 2007
- Клубний чемпіон світу (1):

«Інтернасьйонал»: 2006
Збірні
- Володар Кубка Америки (1): 2001